# 弗拉赫斯兰登
弗拉赫斯兰登，又称弗拉克斯兰登，是德国巴伐利亚州的一个市镇。总面积40.94平方公里，总人口2386人，其中男性1213人，女性1173人（2011年12月31日），人口密度58人/平方公里。